# Egyptian Premier League 1956/57
Die Egyptian Premier League 1956/57 war die 7. Saison der Egyptian Premier League, der höchsten ägyptischen Meisterschaft im Fußball. Meister wurde zum siebten Mal in Folge al Ahly Kairo, es gab keinen Absteiger. Neu in der Liga waren Tanta FC, Al-Sekka Al-Hadid und Ghazl El Mahallah SC.

## Teilnehmende Mannschaften
Folgende 14 Mannschaften nahmen in der Saison 1956/57 an der Egyptian Premier League teil:
| Mannschaft             | Ort                 | Stadion                             | Kapazität     |
| ---------------------- | ------------------- | ----------------------------------- | ------------- |
| al Ahly Kairo          | Kairo               | Cairo International Stadium         | 74.100        |
| al-Ittihad Al-Sakndary | Alexandria          | Alexandria Stadium                  | 13.660        |
| al-Masry               | Port Said           | Port-Said-Stadion                   | 22.000        |
| Al-Sekka Al-Hadid      | Kairo               | Sekka El Hadeed-Stadion             | 25.000        |
| Al Teram               | Alexandria          |                                     |               |
| al Zamalek SC          | Gizeh               | Cairo International Stadium         | 74,100        |
| El Mansoura SC         | al-Mansura          | El Mansoura Stadium                 | 20.000        |
| El-Olympi              | Alexandria          | Alexandria Stadium                  | 13.660        |
| Ghazl El Mahallah SC   | al-Mahalla al-Kubra | El Mahalla Stadium                  | 20.000        |
| Ismaily SC             | Ismailia            | Ismailia Stadium                    | 18.525        |
| Olympic El Qanah FC    | Ismailia            | Ismailia Stadium Suez Canal Stadium | 18.525 10.000 |
| Suez El-Riyadi         | Sues                | Suez Stadium                        | 27.000        |
| Tanta FC               | Tanta               | Tanta Stadium                       | 20.000        |
| Tersana SC             | Gizeh               | Mit Okba Stadium                    | 15.000        |

## Modus
Alle 14 Mannschaften spielen je zweimal gegeneinander.

## Tabelle
| Pl.             | Verein                   | Sp. | S  | U | N  | Tore    | Diff. | Punkte |
| --------------- | ------------------------ | --- | -- | - | -- | ------- | ----- | ------ |
| 1.              | al Ahly Kairo (M, C)     | 26  | 18 | 4 | 4  | 052:190 | +33   | 40:12  |
| 2.              | al Zamalek SC            | 26  | 14 | 5 | 7  | 052:350 | +17   | 33:19  |
| 3.              | Ismaily SC               | 26  | 11 | 8 | 7  | 044:380 | +6    | 30:22  |
| 4.              | El-Olympi                | 26  | 11 | 6 | 9  | 047:390 | +8    | 28:24  |
| 5.              | al-Masry                 | 26  | 11 | 6 | 9  | 030:290 | +1    | 28:24  |
| 6.              | Tanta FC (N)             | 26  | 9  | 7 | 10 | 039:280 | +11   | 25:27  |
| 7.              | Tersana SC               | 26  | 9  | 7 | 10 | 035:410 | −6    | 25:27  |
| 8.              | Olympic El Qanah FC      | 26  | 8  | 8 | 10 | 022:320 | −10   | 24:28  |
| 9.              | Al Teram                 | 26  | 7  | 9 | 10 | 031:320 | −1    | 23:29  |
| 10.             | Al-Sekka Al-Hadid (N)    | 26  | 8  | 7 | 11 | 032:410 | −9    | 23:29  |
| 11.             | al-Ittihad Al-Sakndary   | 26  | 9  | 5 | 12 | 043:520 | −9    | 23:29  |
| 12.             | Ghazl El Mahallah SC (N) | 26  | 8  | 6 | 12 | 029:380 | −9    | 22:30  |
| 13.             | Suez El-Riyadi           | 26  | 6  | 9 | 11 | 029:440 | −15   | 21:31  |
| 14.             | El Mansoura SC           | 26  | 5  | 9 | 12 | 038:550 | −17   | 19:33  |
| Stand: Endstand |                          |     |    |   |    |         |       |        |

| (M) | Amtierender Meister     |
| (C) | Amtierender Pokalsieger |
| (N) | Neuaufsteiger           |